# Deuxième Fitna
 (février 2017).
Si vous disposez d'ouvrages ou d'articles de référence ou si vous connaissez des sites web de qualité traitant du thème abordé ici, merci de compléter l'article en donnant les références utiles à sa vérifiabilité et en les liant à la section « Notes et références ».
Batailles
Kerbala, al-Harra (en), Premier siège de La Mecque, Marj Rahit (en), Aïn al-Warda (en), Khazir (en), Maskin, Second siège de La Mecque (en)
La Deuxième Fitna est le deuxième schisme politico-religieux à l'intérieur de l'islam (après celui de la Grande discorde). Il a conduit à une guerre civile, et correspond à une période d'instabilité générale politique et militaire qui frappe l'empire musulman au début de la dynastie omeyyade, après la mort du premier calife omeyyade, Muʿawiya Ier.

## Datation
Il semble qu'il n'y ait pas de solide consensus quant à la durée exacte du conflit et les historiens donnent des dates différentes. Certains font coïncider le début du conflit avec la fin du règne de Muʿāwiya, en 680; d'autres préfèrent dater le déclenchement des hostilités en 683, après la mort de Yazīd Ier, le fils et successeur de Muʿāwiya. 
De même, la fin du conflit n'est pas précisément située. Certains la placent en 685 (date de l'arrivée au pouvoir d'Abd Al-Malik) et d'autres vont jusqu'à la situer en 692 (après la mort d'Abd Allah ibn az-Zubayr et la fin de sa révolte). Toutefois, le conflit est le plus souvent daté de 683 à 685.

## Résumé des événements
La Deuxième Fitna est un événement complexe au sein du monde musulman car il implique un grand nombre d'événements qui ne semblent pas directement liés les uns aux autres. Un bref résumé des faits majeurs de cette période peut toutefois être fait.

### Première révolte contre Yazid
Muʿāwiya, le premier calife omeyyade, meurt au printemps 680 et c'est son fils Yazid qui lui succède. Ce dernier fait face à l'opposition des partisans d'Al-Hussein ibn Ali, le petit-fils de Mahomet et le fils de l'ancien calife Ali ibn Abi Talib qui a été assassiné. Hussein et plusieurs de ses plus proches partisans sont tués par les troupes de Yazid lors de la bataille de Kerbala (octobre 680) qui est souvent perçue comme la rupture définitive entre le chiisme et le sunnisme, et qui est encore aujourd'hui commémorée par les Chiites lors du jour d'Achoura.

### Deuxième révolte contre Yazid
Après ces événements, Yazid fait face à une deuxième révolte, celle d'Abd Allah ibn az-Zubayr, un compagnon de Mahomet et neveu de sa femme Aïcha. Cette rébellion est souvent vue comme une tentative de revenir aux valeurs de la première communauté musulmane. Elle est soutenue par des opposants au règne des Omeyyades. 
Après la mort soudaine de Yazid en 683 et de son fils Muʿawiya II en 684, ibn az-Zubayr bénéficie d'une importante reconnaissance au sein du califat. En Syrie, Marwān ibn Al-Ḥakam, un cousin de Mu'awiya Ier, est déclaré calife mais son règne ne dure que deux ans car il décède au printemps 685. C'est son fils Abd Al-Malik qui lui succède. Dans le même temps, ibn az-Zubayr est isolé dans les régions de Tihama et de l'Hedjaz où les rebelles kharidijites établissent une principauté indépendante au centre de l'Arabie en 684.
D'autres soulèvements kharidjites ont lieu en Irak et en Iran pendant que les Chiites se révoltent à Koufa pour venger la mort d'Hussein et défendre d'autres fils d'Ali comme candidats au califat. Finalement, l'ordre est restauré par les forces syriennes soutenant Abd al-Malik. Ce dernier parvient à vaincre tous ses rivaux et son armée, dirigée par Al-Hajjaj, tue ibn az-Zubayr à l'automne 692, ce qui met fin à cette période fortement perturbée.